# Wendie Malick
Wendie Malick, née le 13 décembre 1950 à Buffalo (New York), est une actrice américaine.

## Biographie
Elle est la fille de Gigi, modèle, et Ken Malick, vendeur. Elle est diplômée de la South High School de Williamsville.
Elle est diplômée en 1972, à l'Université de l'Ohio à Athens dans l'Ohio.

## Carrière
Elle débute comme actrice en 1982 dans le film A Little Sex de Bruce Paltrow.
De 1990 à 1996, Wendy Malick joue dans la sitcom Dream On, créée par Marta Kauffman et David Crane, aux côtés de Brian Benben. Elle incarne Judith, ex-femme du héros Martin Tupper et mère de son fils Jeremy. Judith est psychologue et est remariée au Dr Richard Stone, incarnation de l'homme parfait.
De 1997 à 2003, elle interprète le rôle de l'ancien mannequin Nina Van Horn dans la sitcom Voilà! (Just shoot me!). Ce rôle lui vaudra deux nominations aux Emmy Awards et une nomination aux Golden Globe Awards.
En 2003-2004, Wendy Malick joue dans la dernière saison de la sitcom Frasier. Elle incarne Ronee, une ancienne baby-sitter de Frasier et Niles, que Frasier et son père vont draguer tous les deux. Le personnage sera prolongé jusqu'au dernier épisode de la série.
En 2022, elle devait apparaître dans plusieurs longs métrages, notamment Mack and Rita aux côtés de Diane Keaton, The Re-Education of Molly Singer et le rôle principal dans le drame musical Mother of All Shows.

## Vie privée
Elle a été mariée deux fois : de 1982 à 1989 avec l'acteur et scénariste Mitch Glazer (en) et, depuis 1995, avec Richard Erickson. Le couple vit à Topanga, en Californie, dans les montagnes de Santa Monica, où ils ont trois chiens, deux chevaux et un chat.

## Filmographie

### Cinéma

#### Longs métrages
- 1982 : A Little Sex de Bruce Paltrow : Philomena
- 1988 : Fantômes en fête de Richard Donner : Wendie Cross
- 1990 : Drôle d'amour de Leonard Nimoy : l'infirmière Nancy
- 1991 : Bugsy de Barry Levinson : la femme dans le train
- 1995 : Le Président et Miss Wade de Rob Reiner : Susan Sloan
- 1997 : Just Add Love : Charlotte
- 1997 : Trojan War de George Huang : Beverly Kimble
- 1998 : Divorce: A Contemporary Western : Terry
- 1998 : Jerome : Jane
- 2001 : Cahoots de Dirk Benedict : Diane
- 2001 : On Edge de Karl Slovin : Mildred Tilman
- 2002 : Manna from Heaven de Gabrielle Burton et Maria Burton : Inez
- 2004 : Raising Genius de Linda Voorhees et Bess Wiley : Nancy Nestor
- 2004 : Stuck de Stuart Gordon : Virginia
- 2005 : Zig Zag, l'étalon zébré de Frederik Du Chau : Clara Dalrymple
- 2005 : Service non compris de Rob McKittrick : la mère de Monty
- 2009 : Confessions d'une accro du shopping de Paul John Hogan : Miss Korch
- 2010 : Alvin et les Chipmunks 2 de Betty Thomas : Dr. Robin
- 2010 : Moi, Arthur, 12 ans, chasseur de dragons de Andrew Lauer : la vice-principale Metz
- 2019: Endings Beginings de Drake Doremus : Sue, la mère de Daphne
- 2022 : The Re-Education of Molly Singer : Mme Zimmerman
- 2022 : Mack and Rita : Angela
- 2022 : About Fate : Nancy
- 2023 : Shriver : Docteur Bedrosian
- 2024 : Skincare de Austin Peters : Colleen

#### Longs métrages d'animation
- 2000 : Kuzco, l'empereur mégalo : ChiCha, la femme de Pacha (voix)
- 2005 : Kuzco 2 : Chicha (voix)

### Télévision

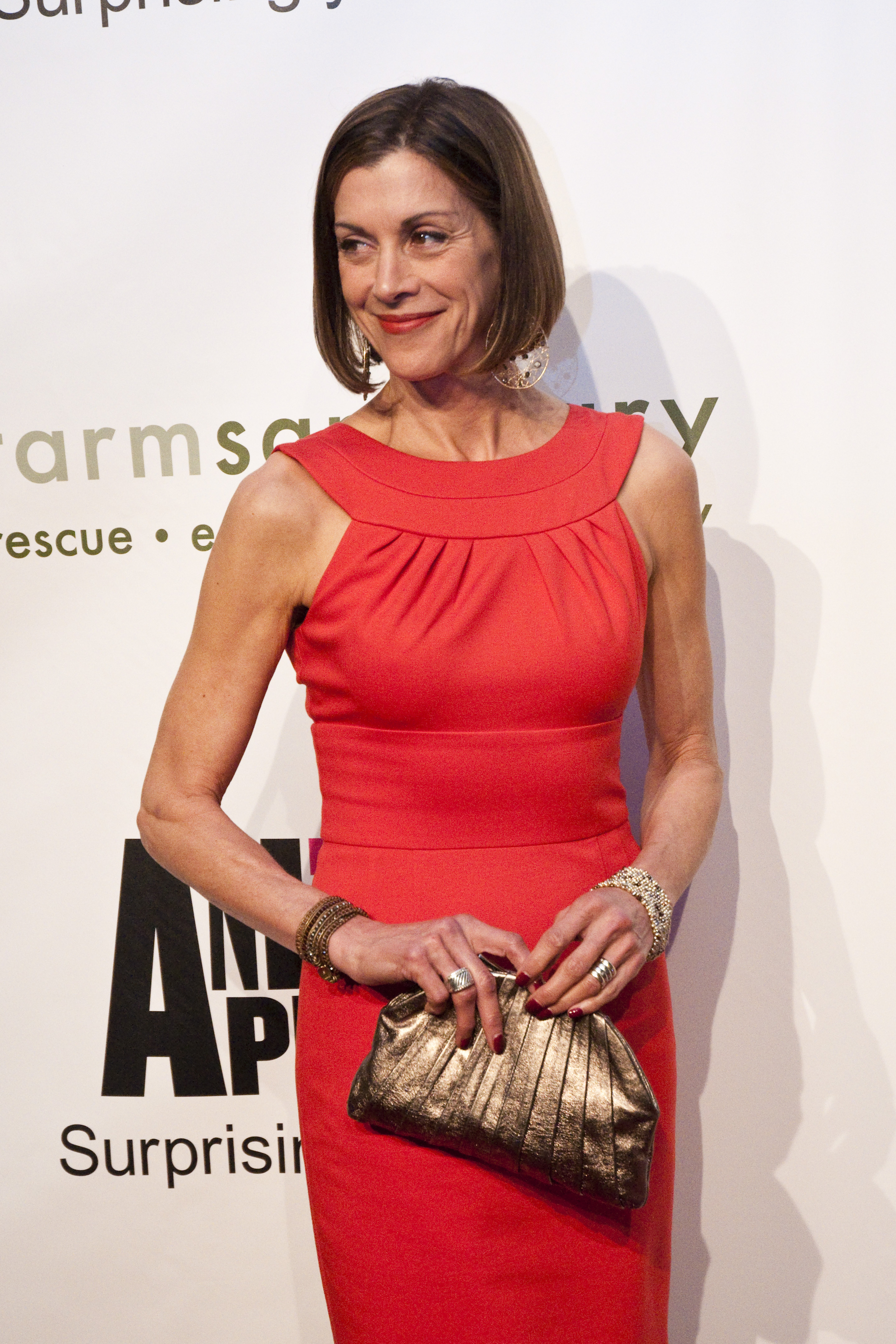
Wendie Malick lors du gala du de Farm Sanctuary à New York City en 2011.

#### Séries télévisées
- 1983 : Trauma Center : Dr. Brigitte Blaine
- 1985 : Aline et Cathy: Claire, la nouvelle épouse de Charles Lowell, ex-mari d'Aline
- 1986 : Another World : Henchwoman
- 1988 : Supercarrier : Dr. Susan Layden
- 1989 : Alerte à Malibu : Gayle Buchannon
- 1990-1996 : Dream On : Judith Tupper Stone
- 1991 : MacGyver : Cindy Finnegan (saison 7, épisode 3 "Obsédé")
- 1991 : Dynasty: The Reunion : Carol Marshall
- 1995 : Seinfeld (The Kiss Hello) : Wendy
- 1995 : Hart to Hart: Secrets of the Hart : Sarah Powell
- 1996 : Good Company : Zoe Hellstrom
- 1997-2003 : Voilà ! : Nina Van Horn
- 2003-2004 : Frasier : Ronee
- 2007-2009 : Pushing Daisies : Coral Remora (saison 2, épisode 13)
- 2010-2015 : Hot in Cleveland : Victoria Chase
- 2016 : Rush Hour : Capitaine Lindsay Cole
- 2016 : New York, unité spéciale : Regina Prince (saison 17, épisode 21)
- 2017 : Grace et Frankie : Mimi Becker
- 2018 : This Is Us : la mère de Toby
- 2019 : The Ranch : Lisa Neumann
- 2020-2022 : Billions : Leah Calder (2 épisodes)
- 2020-2021 : Young Sheldon : la présidente Hagemeyer
- 2021 : Dear White People : Miss Bernadette (3 épisodes)
- 2021-2022 : Physical : Liz Norton, la mère de Sheila (3 épisodes)
- 2022 : Acapulco : Helen

#### Séries télévisées d'animation
- 2002 : Fillmore ! : Principale Folsom (voix)
- 2003 : Jimmy Neutron : Magnifica Sublima (voix)
- 2005 : Bratz : Burdine Maxwell (voix)
- 2005 : The X's : Mme X (voix)
- 2014-2020: Bojack Horseman: Beatrice Horseman (voix)
- 2020-2023: The Owl House : Edalyn "Eda" Clawthorne (voix)
- 2021 : Centaurworld : Gurple Durpleton (voix)
- 2022 : Les Griffin : la juge (voix)

#### Téléfilms
- 1978 : How to Pick Up Girls!: Stephie
- 1985 : Private Sessions de Thom Thomas : Tippi
- 1994 : Madonna: Innocence Lost : Camille Barbone
- 1995 : Le Retour de Rick Hunter : Pat Lafferty
- 1996 : Apollo 11  de Norberto Barba : Pat Collins
- 1997 : North Shore Fish : Shimma
- 1997 : Un corps parfait de Douglas Barr : Janet Bradley
- 1999 : Take My Advice: The Ann and Abby Story : Ann Landers / Abigail Van Buren
- 2001 : Strange Frequency 2 : Maggie (segment Don't Stop Believin)
- 2003 : My Life with Men : Emily Zebrowski
- 2005 : Bratz : Rock Angelz de Mucci Fassett : Burdine Maxwell (voix)
- 2006 : Bratz : Génie et Magie : Burdine Maxwell (voix)
- 2006 : Bratz: Passion 4 Fashion Diamondz : Burdine Maxwell (voix)
- 2006 : Hello Sister, Goodbye Life de Steven Robman : Barbara
- 2008 : Ma famille en cadeau de Nisha Ganatra : Suzie Fine
- 2013 : Bratz Go to Paris: The Movie : Burdine Maxwell (voix)
- 2013 : Enquêtrice malgré elle : Audrey
- 2022 : Suitcase Killer : The Melanie McGuire Story : Procureur général adjoint Patti Prezioso

## Nominations
| Année | Prix                      | Catégorie                                                    | Travail          | Résultat   |
| ----- | ------------------------- | ------------------------------------------------------------ | ---------------- | ---------- |
| 1992  | CableACE Awards           | Meilleure actrice dans une série comique                     | Dream On         | Lauréat    |
| 1993  | CableACE Awards           | Meilleure actrice dans une série comique                     | Dream On         | Lauréat    |
| 1994  | CableACE Awards           | Meilleure actrice dans une série comique                     | Dream On         | Lauréat    |
| 1995  | CableACE Awards           | Meilleure actrice dans une série comique                     | Dream On         | Nomination |
| 1996  | CableACE Awards           | Meilleure actrice dans une série comique                     | Dream On         | Lauréat    |
| 1999  | Golden Globe Award        | Meilleur second rôle féminin - série, minisérie ou téléfilm  | Voilà !          | Nomination |
| 1999  | Primetime Emmy Award      | Meilleur second rôle dans une série comique                  | Voilà !          | Nomination |
| 2000  | Women in Film Lucy Award  | Lucy Award                                                   |                  | Lauréat    |
| 2001  | Satellite Award           | Meilleure actrice - série télévisée musicale ou comique      | Voilà !          | Nomination |
| 2002  | Primetime Emmy Award      | Meilleur second rôle dans une série comique                  | Voilà !          | Nomination |
| 2007  | Gracie Award              | Meilleur second rôle dans une série comique                  | Big Day          | Lauréat    |
| 2011  | Screen Actors Guild Award | Meilleure performance par un ensemble dans une série comique | Hot in Cleveland | Nomination |
| 2013  | Gracie Award              | Meilleure performance par un ensemble dans une série comique | Hot in Cleveland | Lauréat    |

## Voix francophones
En France, plusieurs comédiennes prêtent leur voix à Wendie Malick. Parmi elles, Josiane Pinson et Frédérique Tirmont l'ont respectivement doublée à neuf et huit reprises.
En France
| - Josiane Pinson dans : - Dream On (série télévisée) - American Housewife (série télévisée) - L'Affaire des bijoux volés (en) (téléfilm) - L'Affaire de la chanteuse amoureuse (en) (téléfilm) - This Is Us (série télévisée) - La folie de Barbara (téléfilm) - Modern Family (série télévisée) - Billions (série télévisée) - La tueuse à la valise 2 : L'Histoire vraie de Melanie McGuire (téléfilm) - Skincare - Frédérique Tirmont dans : - Big Day (série télévisée) - Kuzco, l'empereur mégalo (voix) - Kuzco 2 (voix) - Confessions d'une accro du shopping - Bratz (voix) - Bratz : Rock Angelz (voix) - Ma famille en cadeau - Enquêtrice malgré elle - Véronique Augereau dans : - Alvin et les Chipmunks 2 - Des révélations pour Noël (téléfilm) - Mom (série télévisée) - Anne Deleuze dans (les séries télévisées) : - The Ranch - Bluff City Law - Young Sheldon - Ivana Coppola dans (les séries télévisées) : - New York, unité spéciale - Rush Hour - How I Met Your Father | Et aussi - Marie-Brigitte Andreï dans Fantômes en fête - Déborah Perret dans Zig Zag, l'étalon zébré (voix) - Céline Duhamel dans The Goods: Live Hard, Sell Hard - Évelyn Séléna dans Voilà ! (série télévisée) - Annie Balestra dans New York, police judiciaire (série télévisée) - Emmanuèle Bondeville dans Méthode Zoé (série télévisée) - Michèle Bardollet dans Hot in Cleveland (série télévisée) - Sylvie Genty dans NCIS : Nouvelle-Orléans (série télévisée) - Isabelle Leprince dans Pitch (série télévisée) - Fabienne Loriaux dans Un mariage sous les flocons - Martine Irzenski dans Dear White People (série télévisée) - Évelyne Grandjean dans Physical (série télévisée) - Colette Marie dans Quand le destin s'en mêle - Laurence Bréheret dans Shrinking (série télévisée) - Sandra Vandroux dans Mack and Rita - Nathalie Bienaimé dans L'Imposteur (en) - France Bastoen (Belgique) dans Luz à Osville (série d'animation) - Blanche Ravalec dans Not Dead Yet (série télévisée) |